# Maître Arnold
Maître Arnold, en allemand Meister Arnold, mort vers 1308, est le deuxième maître d'œuvre de la cathédrale de Cologne, succédant à Maître Gerhard.
En 1271, il est nommé nouveau maître artisan de la cathédrale. Sous sa direction, les premiers autels sont installés dans les chapelles du chœur. Fin du XIIIe siècle sont installés les premiers vitraux. Pendant un certain temps, Maître Arnold s'est vu attribuer le grand plan de façade F de la cathédrale pour des raisons stylistiques. Johann Josef Böker a rejeté cela dans une enquête approfondie et a daté le plan à l'année 1370.
Arnold a deux fils de son premier mariage, Johannes et Rutger, qui tous deux lui succèdent à la tête du chantier. L'exécution des traceries prévues par Maître Arnold révèle qu'il a suivi une formation en France.